# Zeven dagen lang
Zeven dagen lang est une chanson de folk rock en néerlandais du groupe de nederpop Bots (nl). La mélodie vient d'une chanson bretonne, Son ar chistr. Différents groupes et artistes ont repris cette chanson, s'écartant plus ou moins de la version originale de Bots.

## Origine
L'histoire de la chanson commence en 1928, lorsque deux jeunes Bretons, Jean Bernard et Jean-Marie Prima, se mettent à improviser des chansons dans leur langue natale, le breton, pour les divertir pendant leur travail de paysans ; ils ont ensuite chanté leurs créations lors de mariages. Ils utilisent la technique traditionnelle de chant-déchant de la culture bretonne, le kan ha diskan ; Jean assure le chant et Jean-Marie le déchant.
En 1929, au dernier jour du battage, Jean s'approche de Jean-Marie (surnommé « Laou », « le pou ») avec un verre à la main, et lui demande « Yao jistr 'ta Laou », demandant par là à son ami s'il souhaitait un verre de cidre. Ceci leur inspira une chanson complète, ainsi que la mélodie. Sur le conseil du curé de Scaër, ceux-ci l'écrivent. Elle devient un standard de la chanson bretonne, sous le titre de Son ar chistr, la « chanson du cidre ».
En une décennie, la chanson atteint une forte popularité dans toute la Bretagne. Les spécialistes considèrent que quatre versions différentes ont été enregistrées sur vinyle entre 1940 et 1941. Puis dans les années 1960, la chanson profite de l'engouement général pour la musique traditionnelle, en particulier leurs interprétations par les chanteurs pops. Alan Stivell, artiste né à Riom en Auvergne mais d'origine bretonne, apprend cette chanson en écoutant l'un de ces enregistrements, et en 1970, il en sort la première version folk rock. Grâce à la renommée d'Alan Stivell, Son ar chistr bénéficie d'une grande popularité, et fait l'objet de reprises, notamment en néerlandais ou en allemand.

## Zeven dagen lang
Aucune de ces reprises n'obtient de véritable succès aux Pays-Bas, jusqu'à ce que Bots (nl) en fasse une adaptation en 1976, cette fois-ci en langue néerlandaise. Le texte n'est pas une traduction du texte originel ; il conserve le thème de la boisson mais, comme bon nombre de compositions de Bots, adopte également une vision politique. Ceci se perçoit notamment dans la strophe « Eerst moeten we vechten, niemand weet hoelang/ Eerst moeten we vechten voor ons belang ». Le titre est le premier grand succès du groupe, obtient le statut d'alarmschijf (nl), et atteint la 23e place du Nederlandse Top 40.
En 1977, Oktoberklub (en), un groupe allemand, du milieu de gauche également, en propose une version en allemand, Was wollen wir trinken. Le succès de cette version amène Bots à enregistrer eux-mêmes une version en allemand de leur chanson, intitulée cette fois Sieben Tage lang mais gardant le même texte. Le groupe connaît alors une belle carrière en Allemagne.
Les deux versions du texte ont connu de nombreuses reprises. Aux Pays-Bas, la version de Rapalje (nl), intitulée Wat zullen we drinken (reprenant le titre allemand), est particulièrement populaire. Ce groupe de folk celtique a supprimé le contenu politique de l'origine et a ajouté trois couplets de sa main. Quant à la version en allemand, elle a été reprise par De Höhner, In Extremo ou encore Tom Angelripper.
Une traduction en anglais, All for one, se trouve sur l'album de Blackmore's Night Ghost of a Rose, sorti en 2003.

## Autres versions
D'autres reprises encore existent, partant du texte breton ou du texte néerlandais. Ainsi, le groupe de musique électronique Scooter utilise la mélodie pour son titre How much is the fish. Angelo Branduardi utilise la mélodie pour son Gulliver.
Parmi les versions les plus récentes, on pourra citer celle d' Eluveitie, groupe suisse qui en donne en 2017 une version en étrusque, Lvgvs, présente sur l'album Evocation II: Pantheon.

## Postérité
La chanson est fréquemment apparue dans le Top 2000 (nl) de la NPO Radio 2. Elle a atteint son meilleur classement en 2007, atteignant la 581e place.